# Ладожские шхеры
Ла́дожские шхе́ры — национальный парк в Лахденпохском, Сортавальском и Питкярантском округах Республики Карелия на северном и северо-западном побережье Ладожского озера, создан для сохранения уникальных природных комплексов озёрных шхер. Общая площадь составляет 122 008,3 гектара (1200 км2), в том числе 52 854,3 гектара (530 км2) акватории.

## Общие сведения
Шхерный район тянется от острова Кильпола, возле населённого пункта Берёзово на западе, до города Питкяранта на востоке. Шхеры Ладожского озера представляют собой комплекс, состоящий из 650 скалистых островов и обрывистых скал, а также изрезанного временем и стихией побережья самого озера.
Наиболее крупные острова Ладожских шхер — Кильпола, Кухка, Соролансари, Лауватсари, Путсари, Риеккалансари.
В пределах общего контура парка из его состава исключены все земли поселений, дачных кооперативов, сельскохозяйственного назначения, очень различных по площади. Целью создания ООПТ является сохранение ценных природных комплексов и их использование для различных видов туризма (в рекреационной зоне).

## Особо охраняемая территория

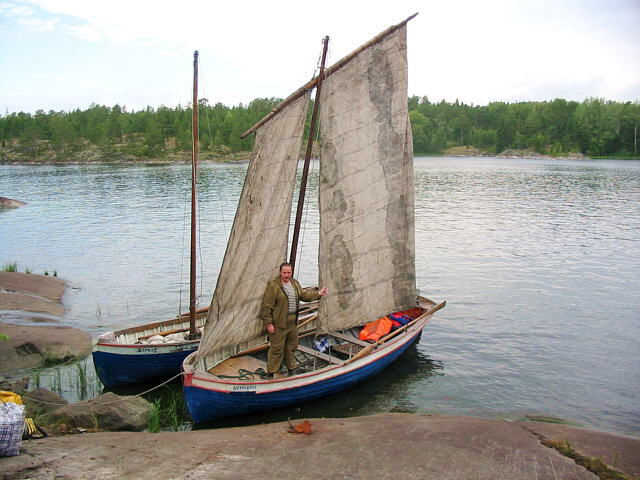
Ялы в Ладожских шхерах

В западной части Ладожских шхер с 1990-х годов планировалось создание особо охраняемой природной территории. Первый проект был разработан организацией Карелгражданпроект в 1995 году, а в 2000 году эта работа вновь была проделана в рамках программы TASIC, однако, решение о создании ООПТ всё ещё не принято. Окончательный проект должен был быть представлен в Министерство природных ресурсов РФ в 2009 году. Ладожским шхерам от Яккимваарского залива до города Питкяранта планируется придать статус природного парка, с последующим расширением природоохранного статуса до национального парка, 28 декабря 2017 г. было подписано постановление Правительства Российской Федерации о создании национального парка.
Федеральная служба по надзору в сфере природопользования приказом от 29.01.2016 утвердила заключение государственной экологической экспертизы материалов комплексного обследования, обосновывающих придание территории статуса особо охраняемой территории федерального значения. По инициативе Главы Республики Карелия Александра Худилайнена, 15 февраля 2016 года в Министерстве природных ресурсов и экологии РФ состоялось совещание, на котором было принято решение о необходимости исключения из состава территории проектируемого национального парка «Ладожские шхеры» земельных участков площадью около 3750 гектаров.
28 декабря 2017 года постановлением Правительства РФ на территории Северо-Западного Приладожья в Республике Карелия создан национальный парк «Ладожские шхеры», а 13 января 2020 года приказом Министерства природных ресурсов и экологии РФ утверждено Положение о национальном парке «Ладожские шхеры» под управлением ФГБУ "Государственный заповедник «Кивач».
С 28 апреля 2023 года, в соответствии с п.8 Положения о национальном парке «Ладожские шхеры», управление национальным парком, выполнение задач, возложенных на национальный парк, осуществляет ФГБУ "Национальный парк «Ладожские шхеры». В связи с этим, с 1 марта 2023 года ранее использовавшийся сервис для оформления платных услуг стал недоступен, включая оформление платы за посещение национального парка.
Наиболее серьезную угрозу для территории парка представлял рост дачных кооперативов, который был приостановлен благодаря завершению работ по организации парка. Нерегулируемый туризм также наносил определенный вред природе: лесные пожары, захламление территории, несанкционированные постройки в непосредственной близости от наиболее привлекательных рекреационных объектов. Мелкоконтурные участки исторически сложившегося сельхозпользования продолжают деградировать в результате зарастания и заболачивания. После создания парка наибольшую угрозу представляют лесные пожары, возникающие по вине туристов, особенно вблизи береговой линии, в том числе на островах. Необходимо создание системы их предотвращения и своевременного тушения.

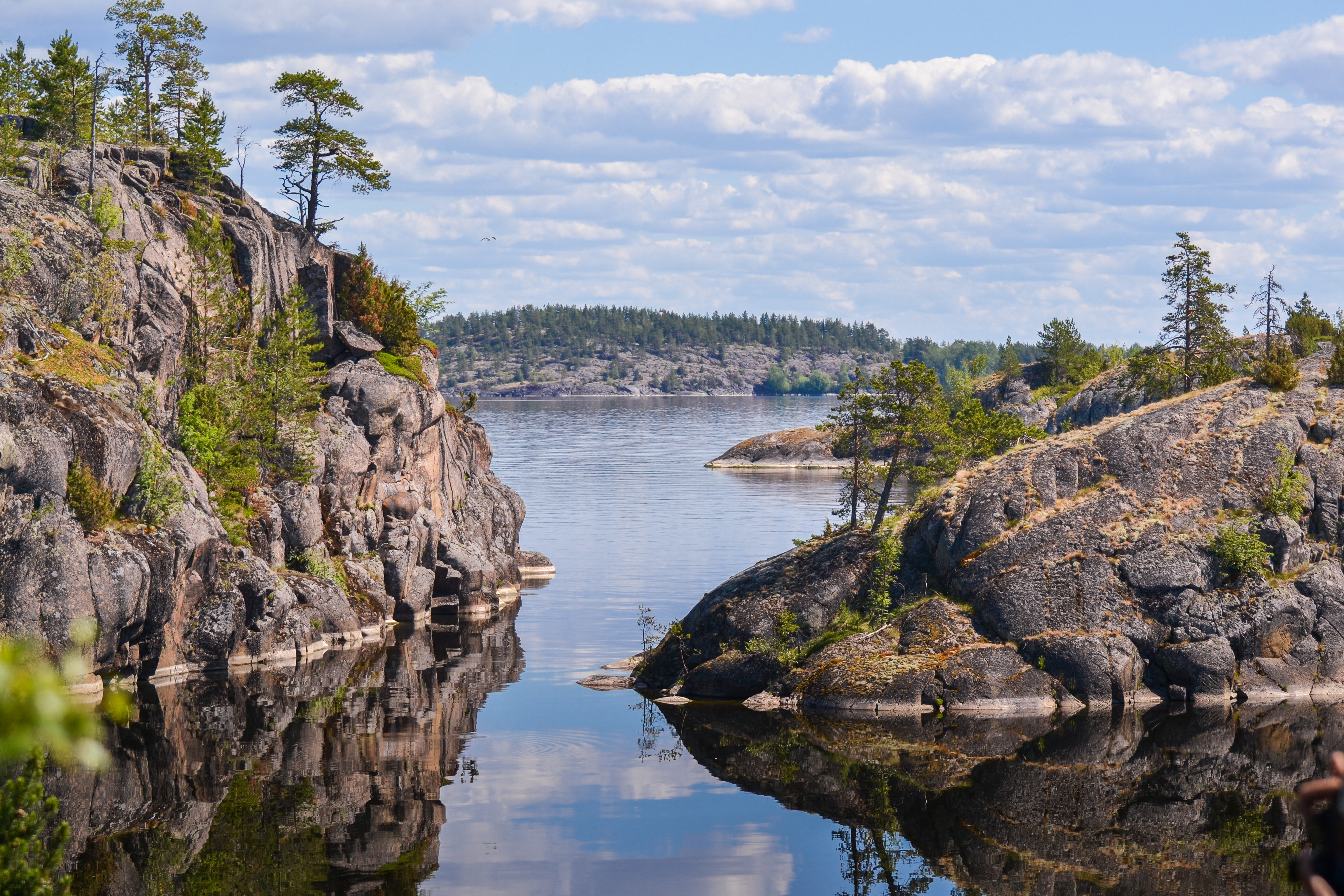
Отраженные в воде Ладоги шхеры

## Природа

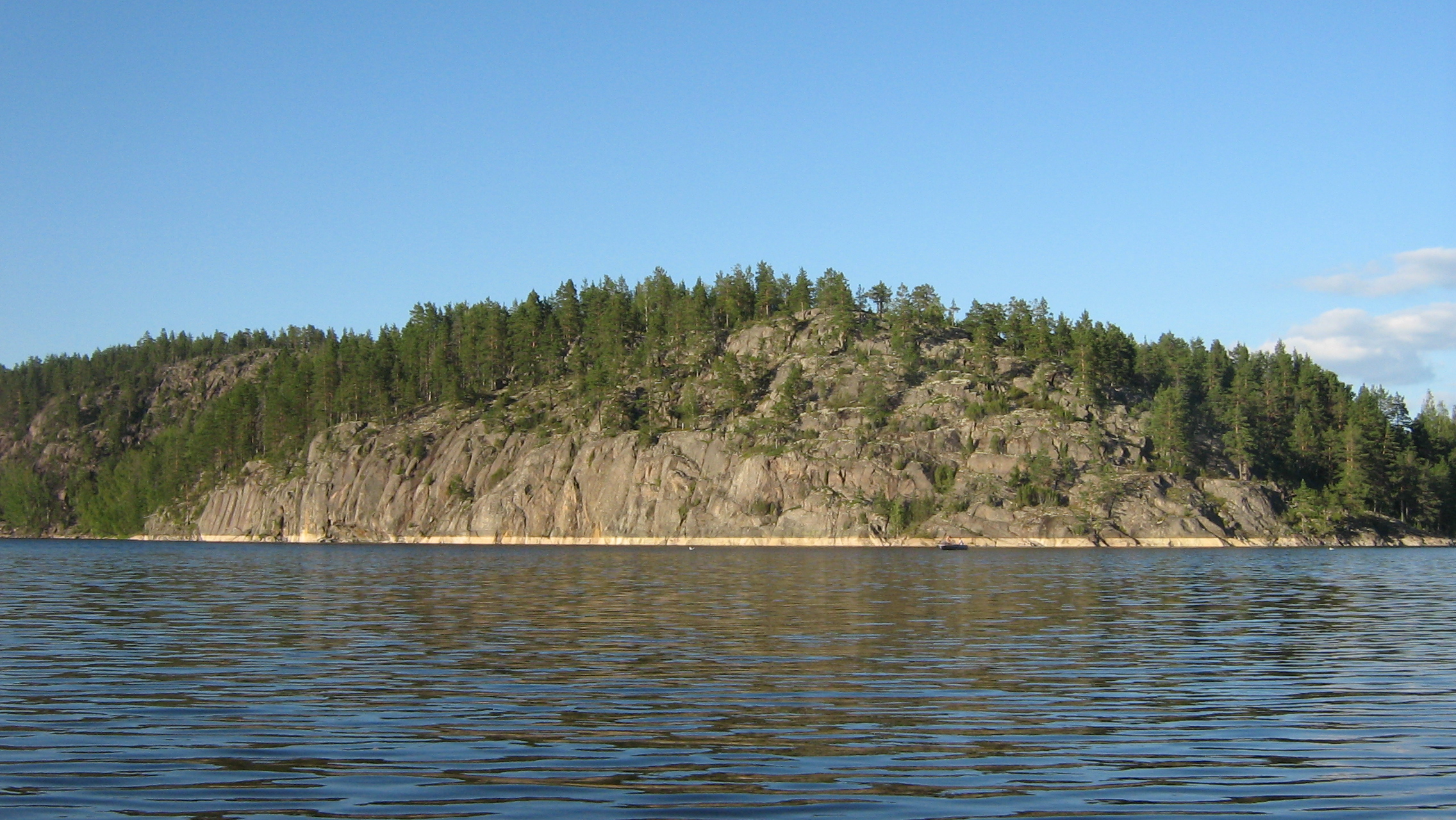
Бараньи лбы в Ладожских шхерах

Парк находится в пределах среднетаежного скального слабозаболоченного ландшафта с ярко выраженным преобладанием сосновых местообитаний — уникального по эколого-биологическим и рекреационным параметрам на фоне европейской части России. Территория с узкими глубоко вдающимися в сушу заливами Ладожского озера, сильно пересеченной местностью, сравнительно высокими скальными грядами представляет собой уникальную геоморфологическую формацию, у которой нет аналогов в России.
Само Ладожское озеро также является уникальным водным объектом. Это крупнейший пресный водоем Европы. Озеро отличается большой глубиной и сравнительно чистой водой со слабыми признаками эвтрофикации. В целом заболоченность (с учётом заболоченных лесов) не превышает 15 %. Сельскохозяйственные земли в контурах внешних границ парка занимают около 10 % территории суши, включая разные по площади многочисленные участки, не входящие в состав парка.
Леса на подавляющей части территории являются производными (самого различного возраста). Они сформировались на месте сплошных и выборочных рубок, проводившихся в разное время, подсек и заброшенных сельхозугодий. Однако с середины — второй половины XX века леса мало подвергались сплошным рубкам, поэтому находятся в состоянии естественного развития.

### Флора и фауна

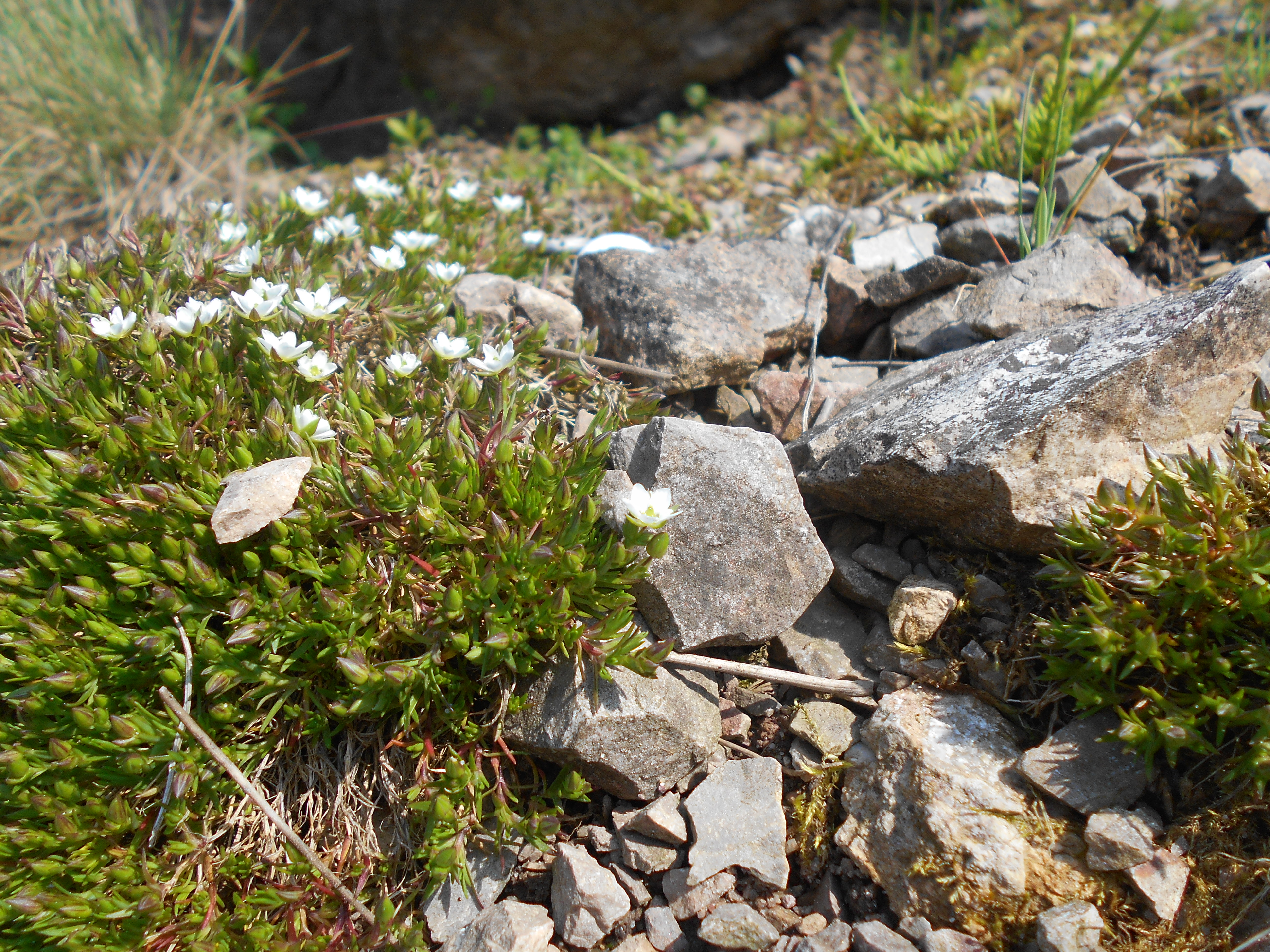
Минуарция весенняя

Территория парка характеризуется самым высоким в Карелии уровнем биоразнообразия и природоохранной значимости. Всего в пределах парка выявлено 19 видов млекопитающих, 23 — птиц, 78 — сосудистых растений, 32 — мхов, 61 — лишайников, внесенных в Красные книги Российской Федерации (2008) и/или Республики Карелия (2007).
Только здесь в Зелёном поясе Фенноскандии и в Карелии в целом найдены такие редчайшие в регионе виды, как сосудистые растения букашник горный (Jasione montana), минуарция весенняя (Minuartia verna), торица Морисона (Spergula morisonii), мох андреэа толстожилковая (Andreaea crassinervia), лишайники аспицилия собачья (Aspicilia canina), кладония скручивающаяся (Cladonia strepsilis) и другие.
Вся шхерная часть является местом размножения и нагула эндемичного ладожского подвида кольчатой нерпы (Pusa hispida ladogensis), внесённого в Красные книги МСОП, Российской Федерации и Республики Карелия. Здесь обитает не менее 20 % репродуктивной части популяции данного вида.